# A Martinez
Adolfo Larrue Martinez, III, né le 27 septembre 1948, plus connu sous le nom de A Martinez, est un acteur et chanteur américain, connu pour avoir joué le rôle de Cruz Castillo dans le soap opera Santa Barbara pendant 8 ans, et dans les séries La Loi de Los Angeles et Profiler.

## Biographie

### Jeunesse
A  Martinez est né Adolfo Larrue Martinez, III à Glendale (Californie). Sa famille l'appelait « A », « Little Adolfo » et « Little A », pour le différencier de son père et de son grand-père. Plus tard, « A » devint le nom qu'il adopta. Il a des origines amérindiennes, espagnoles et mexicaines. Martinez commença sa carrière professionnelle à douze ans en remportant une compétition de chant au Hollywood Bowl. Il est diplômé de l'université de Verdugo, à Los Angeles. À cette époque, il était dans un groupe de rock et faisait partie de l'équipe d'athlétisme de son école. Il continua ses études et se passionna pour le théâtre à l'université de Californie à Los Angeles. Il a joué dans une équipe semi-pro de baseball pendant cinq saisons.

### Carrière
Il commença dans des longs métrages comme Les Cowboys, Powwow Highway, et What's Cooking.
La plupart de ses rôles sont à la télévision. Dans l'épisode « My Brother, My Executioner» de la série Kung Fu, il incarne un jeune cow-boy désireux de se faire un nom en affrontant un as de la gâchette. Il eut un rôle récurrent dans All in the Family comme assistant dans le bar d'Archie. En 1976, il interprète le rôle de Curro Rangel, dans l'épisode Question d'honneur de la série Columbo. En 1978, il est apparu dans la série live d'ABC The Young Pioneers. Martinez est apparu dans trois épisodes de la mini-série Centennial en 1979. Martinez joua un vendangeur en 1982 dans le soap opera de CBS Falcon Crest et un détective dans la série de 1983-1984 Les Petits Génies (Whiz Kids). Il se fit connaître comme Cruz Castillo dans Santa Barbara, rôle qu'il joua depuis le début de la série en 1984 jusqu'en 1992 ; il gagna un Daytime Emmy en 1990. De 1999 à 2001, Martinez joue le gangster informateur du FBI Roy DiLucca dans Hôpital central. Durant cette période, il gagna trois ALMA Awards consécutifs (2000, 2001 et 2002). Martinez a également joué des rôles importants dans Profiler et La Loi de Los Angeles.
En 1989, Martinez joue Buddy Red Bow dans Powwow Highway avec Gary Farmer et Wes Studi.
En 2003, il sort un CD : Fragrance and Thom.
En septembre 2008, Martinez rejoint la série d'ABC On ne vit qu'une fois avec le rôle de Ray Montez qu'il interprète jusqu'en juin 2009.
En 2009, il joue le rôle du shérif Reed Carpenter dans le téléfilm de science-fiction The Terminators.
En 2011, Martinez joua le rôle de Dr Ramon Montgomery dans la série Amour, Gloire et Beauté pendant deux semaines. En janvier 2012, Soap Opera Weekly lance la rumeur d'un éventuel retour de l'acteur dans la série. La même année il obtient le rôle de Jacob Nighthorse dans la série Longmire
Toujours en 2012, Martinez joue le docteur Diego Hortiz dans Mega Python vs. Gatoroid aux côtés de Deborah Gibson et de la chanteuse Tiffany. Il participe la même année au film Jimmy P. (Psychothérapie d'un Indien des Plaines) d'Arnaud Desplechin.
En 2013, Martinez se retrouve face à Chucky, la poupée tueuse, dans La Malédiction de Chucky (Curse of Chucky) de Don Mancini
Sa voix française est principalement Michel Bedetti.

### Vie privée
Martinez a été marié pendant très peu de temps à l'actrice Mare Winningham en 1981 (ils divorcèrent plus tard dans la même année). Il se maria avec sa femme actuelle, Leslie Bryans, en 1982. Ils ont un fils, Dakota Lee, et deux filles, Devon Makena et Ren Farren.

## Filmographie

### Cinéma
- 1989 : She-Devil, la diable (She-Devil), de Susan Seidelman : Garcia.
- 2013 : La Malédiction de Chucky (Curse of Chucky) de Don Mancini : Père Frank
- 2013 : Jimmy P. (Psychothérapie d'un Indien des Plaines) d'Arnaud Desplechin : Bear Willie Claw
- 2022 : Ambulance de Michael Bay : Papi

### Télévision
- Columbo : Question d'honneur (A Matter of Honor) (Série) : Curro
- On Painted Wings : Diego
- Second Sunrise (pre-production) : Bowlegs
- Symphoria (post-production) : Carl Wittig
- 2024 : The Rookie: Le Flic de Los Angeles : Gundo (saison 6, épisode 9)
- 2023 : " Dark winds " saison 2 : Sheriff Gordo Sena
- 2018 : Reine du Sud : Shérif Mayo
- 2015 - 2017 : Des jours et des vies :  Eduardo Hernandez
- 2012 - 2017 : Longmire : Jacob Nighthorse
- 2016 : In Embryo : Cesare Petrillo
- 2015 : NCIS : Enquêtes spéciales : Tomas Orlando
- 2014 - 2015 : Kroll Show : Chief / Nardo Ramos (deux personnages différents)
- 2014 : Night Shift : Joaquin De La Cruz
- 2014 : Before Your Eyes (Short) : Berto Galvan
- 2014 : Next Time on Lonny : Wyndham
- 2013 : Four Winds (Short) : Old Man
- 2012 : California Winter : Miguel Morales
- 2012 : California Solo : Warren
- 2011 - 2012 : Amour, Gloire et Beauté : Dr. Ramon Montgomery
- 2011 : Mega Python vs. Gatoroid : Dr. Diego Ortiz
- 2010 : Castle : Cesar Calderon
- 2010 : Miami Medical : Garrett
- 2009 : Esprits criminels : Bunting
- 2009 : Becoming Eduardo : Sergio
- 2008 - 2009 : On ne vit qu'une fois : Ray Montez
- 2009 : The Terminators (Video) : Sheriff Reed Carpenter
- 2008 : La disparition de mon enfant : Angel Cruz
- 2007 : Viva Laughlin : Armando Castile
- 2007 : Born in the U.S.A.
- 2007 : Manhattan Samouraï : Anthony Black
- 2007 : Raines : Aurelio Sanchez
- 2005 - 2007 : Les Experts : Danilo Zamesca
- 2006 : Huff : Jorge Corrales
- 2006 : Desolation Canyon : Arturo Zetta
- 2005 : JAG : Aurelio Pudero
- 2005 : Once Upon a Wedding : El Comandante
- 2004 : Debating Robert Lee : Mr. Alonzo
- 2003 : Killer Instinct: From the Files of Agent Candice DeLong : Bobby Mazariegos
- 2003 : The Law and Mr. Lee : Anthony Delgado
- 2002 - 2003 : For the People : Michael Olivas
- 2001 - 2002 : Hôpital central : Roy DiLucca
- 2001 : Ordinary Sinner : Father Ed
- 2000 : Wind River : Morogonai
- 2000 : Les Prédateurs : Peter Deutch
- 2000 : What's Cooking? : Daniel 'Danny'
- 1999 : Cruelle Justice : Jerry Metcalf
- 1999 : Last Rites : Atty. Matt Santos
- 1999 : Le Tourbillon des souvenirs : Joe Vega
- 1999 : Les Sept Mercenaires : Raphael Cordero Martinez
- 1999 - 2002 : Port Charles : Roy Dilucca
- 1998 : Welcome to Paradox : Inquiry Agent Rasheed Kay
- 1996 - 1997 : Profiler : Agent Nick 'Coop' Cooper
- 1997 : Double Tap : Johnny Escobar
- 1997 : Happily Ever After: Fairy Tales for Every Child : Emperor
- 1996 : The Cherokee Kid : Juan Cortina
- 1996 : Rêves en eaux troubles : Chef Doug Harrison
- 1996 : Grand Avenue : Steven
- 1996 : Les Anges du bonheur : Jon Mateos
- 1995 : Where's the Money, Noreen? : Lou Gardella
- 1995 : One Night Stand : Jack Gilman
- 1996 : Un mari de trop : Mike Lewis
- 1996 : Belle de nuit : Kenny
- 1990 - 1994 : La Loi de Los Angeles : Daniel Morales / Hector Rodriguez
- 1990 - 1994 : Santa Barbara : Cruz Castillo
- 1992 : Enquête dangereuse : Pike Grenada
- 1991 : Noël en Péril : Charlie Misch
- 1991 : Shock Invader : Sheriff Tom Conway
- 1990 : ABC Afterschool Special : Emanuel Jensen
- 1989 : La diable : Garcia
- 1989 : Manhunt: Search for the Night Stalker : Lieutenant Gil Carrillo
- 1989 : Powwow Highway : Buddy Red Bow
- 1985 : Walking the Edge : Tony
- 1984 : The Yellow Rose : Raoul Padilla

- 1984 : Les Enquêtes de Remington Steele : Guy Nickerson
- 1983 - 1984 : Les Petits Génies : Lt. Neal Quinn
- 1984 : Santa Barbara : Cruz Castillo.
- 1983 : Pour l'amour du risque : Jose
- 1983 : Le Consul honoraire : Aquino
- 1982 : Romance Theatre
- 1982 : Cassie & Co. : Benny Silva
- 1982 : Born to the Wind : Low Wolf
- 1982 : Falcon Crest : Julio Delgado
- 1982 : American Playhouse : Juan Nepomuceno Seguin
- 1981 : L'Île fantastique : Manuel Lopez
- 1981 : Chips : Dr. Rhodes
- 1981 : The White Shadow : Officier Jerry Ramirez
- 1980 : Roughnecks : Sal Espinoza
- 1980 : Police Story: Confessions of a Lady Cop : Julio Mendez
- 1979 - 1980 : Quincy : Marty Herrera / Dr. Tony Carbo
- 1979 - 1981 : Barney Miller : Joseph Montoya / Claudio Ortez
- 1979 : B.J. and the Bear : Melendez
- 1979 : L'incroyable Hulk : Rick
- 1980 : Colorado : Tranquilino Marquez
- 1979 : The Young Pioneers : Circling Hawk
- 1978 : Shoot the Sun Down : Sunbearer
- 1977 : What Really Happened to the Class of '65? : Carlos
- 1977 : Sergent Anderson : Dimi
- 1977 : Baretta : Frank
- 1977 : All in the Family : Manuel
- 1977 : Wonderbug
- 1977 : Exo-Man : Raphael Torres
- 1977 : The Hardy Boys/Nancy Drew Mysteries : Henry Salazar
- 1976 - 1979 : Barnaby Jones : Tony Sierra / Tomás Aguilar / Carlos Rojas
- 1976 : Joe Panther : Billy Tiger
- 1976 : Mallory: Circumstantial Evidence : Roberto Ruiz
- 1976 : Columbo : Curro Rangel
- 1975 : Petrocelli : Mando Rivera
- 1975 : Death Among Friends : Manny Reyes
- 1974 - 1975 : Kung Fu : Tigre Cantrell / Slade
- 1975 : Un shérif à New York : Larry Moreno
- 1975 : L'enquête de Monseigneur Logan : Angel Montoya
- 1974 : Movin' On : Manolo Higgins
- 1974 : Nakia : George
- 1974 : Once Upon a Scoundrel : Luis Manuel
- 1974 : The Cowboys : Cimarron
- 1974 : The Take : Tallbear
- 1974 : Kodiak (en)
- 1973 : Police Story : Bermudez
- 1973 - 1981 : Insight : Roque / Sage / Pepe
- 1973 : Hawaï police d'État : Pepe Olivares
- 1973 : Starbird and Sweet William : Starbird
- 1972 - 1976 : Les Rues de San Francisco : Rudy Costa / Officer Jimmy Vega / Rafael Diaz
- 1972 : Probe : Carlos Lobos
- 1972 : Les Cowboys (The Cowboys) : Cimarron - Cowboy
- 1971 : The Bold Ones: The Lawyers : Carlos Estrada
- 1971 : L'Homme de la cité : Tony
- 1971 : The Smith Family : Ramon
- 1970 : Bonanza : Luís
- 1970 : Mannix : Pancho
- 1970 : Storefront Lawyers : Roberto Alvarez
- 1970 : Adam-12 : Lauro Perez
- 1970 : La Chasse infernale : Jimmy Ramirez
- 1969 : L'Homme de fer : Bernie / Manolo Rodriguez
- 1969 : Change of Habit
- 1969 : The New People : Gradis
- 1969 : Mission impossible : jeune homme
- 1969 : Les Bannis : Indian
- 1968 : The Young Animals